# Sumiyoshi monogatari

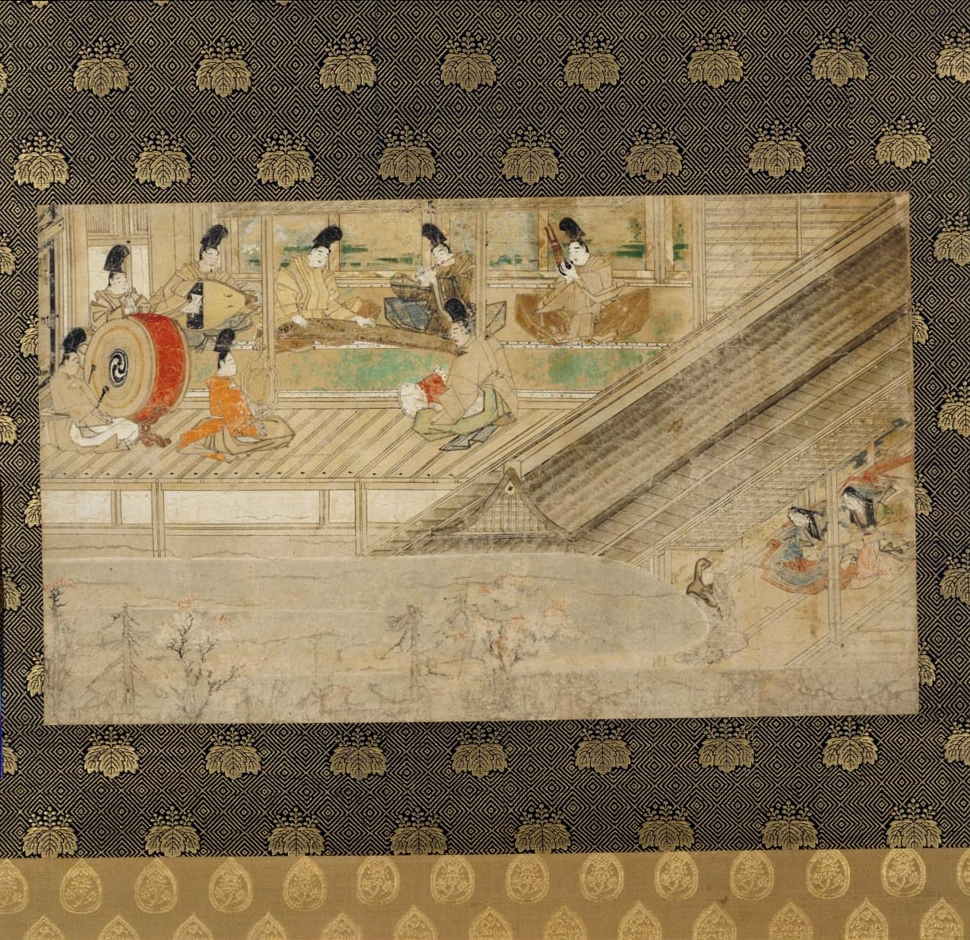
Fragment du Sumiyoshi monogatari.

Le Sumiyoshi monogatari (住吉物語) est une histoire japonaise de la fin du Xe siècle. Avec le Ochikubo monogatari, elle est représentative de la littérature japonaise du genre Cendrillon dans lequel il est question de l'intimidation et du harcèlement des belles-mères. Elle appartient au genre tsukuri monogatari.

## Composition
L'auteur est inconnu mais le nom de Sone no Yoshitada est avancé. Composé à l'origine à la fin du Xe siècle, le texte original est à présent perdu et n'est maintenant disponible que dans une édition révisée du XIIe siècle environ,.
Ce texte a exercé beaucoup d'influence sur la littérature japonaise. Il est cité dans des œuvres telles que le Makura no sōshi et le Genji monogatari. Le chapitre « Tamakatsura » du Genji est écrit avec le Sumiyoshi monogatari à l'esprit. Sa popularité est manifeste si l'on considère que le livre a inspiré plus de 120 manuscrits encore disponibles. Par ailleurs, de nombreuses autres histoires postérieures, généralement du genre otogi-zōshi et traitant de motifs similaires, sont considérés comme étant du « style Sumiyoshi ».

## Contenu
L'histoire est disponible en éditions en un ou deux volumes. Elle raconte les aventures de la fille d'un chancelier de rang moyen qui s'enfuit de la maison pour échapper aux mauvais traitements de sa belle-mère. Elle tombe amoureuse d'un capitaine et se fait engager. Sa belle-mère cependant contraint le capitaine à épouser sa fille à elle et empêche la fille du chancelier de servir au palais et d'épouser un garde du guet. Quand la fille découvre la vérité, elle s'enfuit au sanctuaire de Sumiyoshi. Le capitaine est emmené au sanctuaire par un rêve mystique. Ils se marient et vivent heureux.